# كاي لي راي
كاي لي راي (ولدت في 11 أغسطس 1992) هي مصارعة إسكتلندية محترفة، تعمل حالياً في دبليو دبليو إي حيث تصارع في عرض إن إكس تي.

## وصلات خارجية
- كاي لي راي على موقع دبليو دبليو إي (الإنجليزية)
- كاي لي راي على موقع WrestlingData.com (الإنجليزية)
- كاي لي راي على موقع CageMatch worker (الإنجليزية)
- كاي لي راي على موقع قاعدة بيانات المصارعة على الإنترنت (الإنجليزية)
- كاي لي راي على موقع عالم المصارعة على الإنترنت (الإنجليزية)
- كاي لي راي على موقع عالم المصارعة على الإنترنت (الإنجليزية)